# Venables
Venables és un municipi francès situat al departament de l'Eure i a la regió de Normandia. L'any 2007 tenia 768 habitants.

## Demografia

### Població
El 2007 la població de fet de Venables era de 768 persones. Hi havia 290 famílies de les quals 44 eren unipersonals (16 homes vivint sols i 28 dones vivint soles), 91 parelles sense fills, 127 parelles amb fills i 28 famílies monoparentals amb fills.
La població ha evolucionat segons el següent gràfic:
Habitants censats

### Habitatges
El 2007 hi havia 344 habitatges, 290 eren l'habitatge principal de la família, 44 eren segones residències i 10 estaven desocupats. 340 eren cases i 2 eren apartaments. Dels 290 habitatges principals, 264 estaven ocupats pels seus propietaris, 20 estaven llogats i ocupats pels llogaters i 6 estaven cedits a títol gratuït; 5 tenien dues cambres, 46 en tenien tres, 75 en tenien quatre i 164 en tenien cinc o més. 237 habitatges disposaven pel capbaix d'una plaça de pàrquing. A 92 habitatges hi havia un automòbil i a 186 n'hi havia dos o més.

### Piràmide de població
La piràmide de població per edats i sexe el 2009 era:
| Homes | Edats   | Dones |
| ----- | ------- | ----- |
| 0     | 95 o +  | 0     |
| 0     | 90 a 94 | 0     |
| 0     | 85 a 89 | 8     |
| 8     | 80 a 84 | 0     |
| 4     | 75 a 79 | 12    |
| 12    | 70 a 74 | 24    |
| 20    | 65 a 69 | 12    |
| 16    | 60 a 64 | 16    |
| 20    | 55 a 59 | 16    |
| 36    | 50 a 54 | 24    |
| 32    | 45 a 49 | 24    |
| 24    | 40 a 44 | 36    |
| 28    | 35 a 39 | 24    |
| 32    | 30 a 34 | 20    |
| 16    | 25 a 29 | 16    |
| 28    | 20 a 24 | 20    |
| 52    | 15 a 19 | 20    |
| 16    | 10 a 14 | 8     |
| 20    | 5 a 9   | 20    |
| 24    | 0 a 4   | 16    |

## Economia
El 2007 la població en edat de treballar era de 530 persones, 405 eren actives i 125 eren inactives. De les 405 persones actives 380 estaven ocupades (214 homes i 166 dones) i 25 estaven aturades (8 homes i 17 dones). De les 125 persones inactives 46 estaven jubilades, 36 estaven estudiant i 43 estaven classificades com a «altres inactius».

### Ingressos
El 2009 a Venables hi havia 301 unitats fiscals que integraven 819 persones, la mediana anual d'ingressos fiscals per persona era de 22.558 €.

### Activitats econòmiques
Dels 18 establiments que hi havia el 2007, 1 era d'una empresa de fabricació d'altres productes industrials, 3 d'empreses de construcció, 2 d'empreses de comerç i reparació d'automòbils, 1 d'una empresa d'hostatgeria i restauració, 1 d'una empresa immobiliària, 6 d'empreses de serveis, 2 d'entitats de l'administració pública i 2 d'empreses classificades com a «altres activitats de serveis».
Dels 4 establiments de servei als particulars que hi havia el 2009, 1 era un paleta, 1 lampisteria, 1 electricista i 1 restaurant.
L'any 2000 a Venables hi havia 11 explotacions agrícoles.

## Equipaments sanitaris i escolars
El 2009 hi havia una escola elemental.

## Poblacions més properes
El següent diagrama mostra les poblacions més properes.